# Нефтегорск
Нефтегорск (рус. Нефтегорск) град је у Русији у Самарској области.

## Становништво
| 1970.  | 1979.  | 1989.  | 2002.  | 2010.  |
| ------ | ------ | ------ | ------ | ------ |
| 11.789 | 15.249 | 18.895 | 19.388 | 19.254 |